# 呉光輝
呉 光輝（朝鮮語: 오광휘）は、高麗の将軍であり、朝鮮氏族の咸陽呉氏の始祖である。
新羅智証王代に中国から新羅に渡来した呉瞻の24代子孫である宝城呉氏の始祖の呉賢弼の次男の呉良の4代子孫である。呉光輝は、高麗代に左僕射と興威衛上将軍を務め、契丹を撃破した功績により、推忠靖乱匡国一等功臣、金紫光禄大夫、咸陽府院君を叙勲された。